# Psykologiskt test
Ett psykologiskt test är en standardiserad mätning av olika aspekter av mänskligt beteende, till exempel intelligens eller personlighet. Till skillnad från till exempel ett prov i skolan relateras psykologiska test till psykologiska teorier eller vetenskapligt etablerad psykologisk kunskap. Grupptest förekommer, men oftast testas man individuellt.

## Användningsområden
Psykologiska test används inom olika områden. Inom psykiatrin används psykologiska test som hjälpmedel för att ställa diagnos av psykiska störningar. Psykologiska test används också vid rekrytering, till exempel för att avgöra någons lämplighet för anställning eller vid mönstringen. Även inom psykologisk forskning används test.

## Utformning av test
Det finns två sätt att utforma psykologiska test. Ett test är antingen ipsativt eller normativt. I ett ipsativt test jämförs resultaten med testarens egna. Med ett sådant test kan man få fram utmärkande egenskaper men det går inte att jämföra två testresultat med varandra.
Ett normativt psykologiskt test utformas alltid med en viss målgrupp, eller population, i åtanke. En individs resultat på testet presenteras alltid i relation till denna population, på en lämplig skala så som IK-poäng (även känt som IQ) eller stanine. I den process som kallas standardisering utprovas testet på ett representativt stickprov ur denna population. Från denna standardiseringsgrupps medelvärden och varians bildar man en funktion från råpoäng till önskad skala.
Vid standardiseringen försöker man också ta reda på testets reliabilitet och validitet, det vill säga, hur pålitligt mätinstrument är respektive hur väl det mäter det som det avser att mäta.
För att säkerställa reliabiliteten, det vill säga mätnoggrannheten, standardiseras testproceduren. Man försöker bland annat se till att de instruktioner som ges till testpersonen alltid är likadana och att den omgivning där testet utförs är likartad (inga yttre störningar).

## Typer av psykologiska test
Psykologiska test kan kategoriseras på huvudsakligen två sätt: vad testet mäter och hur det mäter det. 
Lee Cronbach föreslog en indelning i vad psykologiska test mäter i kategorierna maximal prestationstest och typiskt utförandetest. Ett maximal prestationstest mäter vad en individ som bäst kan prestera. Till denna kategori hör test som avser mäta en individs begåvning, som intelligenstest och kunskapstest. Ett typiskt utförandetest avser att mäta hur en individ vanligtvis reagerar i en given situation. Till denna kategori hör personlighetstest och test som mäter attityder, vanor och intressen. 
Personlighetstest delas ofta upp i två huvudtyper, som har att göra med hur testen går till. Strukturerade personlighetstest utgår ofta från traitpsykokologiska grunder, och är formade som inventorier av standardiserade frågor. Projektiva test utgår från psykodynamisk teori, och skiljer sig från andra psykologiska test genom att de bygger på tolkning.
Ett personlighetstest är ett verktyg som används för att bedöma mänsklig personlighet. Personlighetstestning och bedömning avser tekniker som är utformade för att mäta de karakteristiska mönstren för egenskaper som människor uppvisar i olika situationer.
I gruppen personlighetstest finns även kategorin beteendetest. 
Beteende bedömning är en metod som används inom psykologi för att observera, beskriva, förklara och kanske till och med förutsäga beteenden. Beteende bedömning kan vara användbar i kliniska, pedagogiska och företagsmiljöer. Ett sätt att observera beteende är genom att använda ett frågeformulär. Denna observationsmetod fokuserar vanligtvis på beteenden som redan har inträffat eller förekommer.

## Skalor
Råpoängen är den poäng som testpersonen får "direkt" från testet, till exempel antal korrekt besvarade frågor.
Inom psykologisk testning brukar man anta att de psykologiska egenskaper man mäter är normalt fördelade över populationen. Genom att subtrahera medelvärdet från råpoängen och dividera med standardavvikelsen, får man testpersonens poäng i standardpoäng eller z-poäng. Denna skala har då medelvärde 0 och standardavvikelse 1.
Man kan sedan föra över poängen till en annan, mer "lättläst" skala med hjälp av linjära transformationer. Några skalor som ofta används är IK-poäng och stanineskala. IK-poäng, eller IQ, används ofta för att presentera resultat på intelligenstest som Stanford-Binet, WAIS och BasIQ. Denna skala är definierad med ett medelvärde på 100 och en standardavvikelse på 15. I stanine ("standard nine") delar man upp poängen i nio klasser (1 - 9). Medelvärdet är då 5 och standardavvikelsen 2, men alla ytterlighetsvärden hamnar i grupperna 1 resp. 9.

## Exempel på test
- Stanford-Binet,[3] ett av de tidigaste intelligenstesten. Termen IQ kommer ursprungligen härifrån.
- David Wechslers intelligenstest är idag bland de vanligaste testbatterierna för att testa normalintelligens. De heter WAIS för vuxna, WISC för barn och WPPSI för små barn.
- Myers-Briggs Type Indicator är ett personlighetstest baserat på Carl Gustaf Jungs teorier.
- Rorschachtest är ett perceptuellt-kognitivt personlighetstest där man tolkar bläckplumpar.
- NEO-PI-R är ett personlighetstest utifrån Big Five-teorin.